# Synode van Aken (816)
De synode van Aken in 816 had als doel om meer uniformiteit en centralisatie te brengen in het monastieke leven in het Frankische Rijk van Lodewijk de Vrome, de zoon van Karel de Grote.
Lodewijk was – samen met de hervormingsgezinde monnik Benedictus van Aniane – de initiatiefnemer. Met de concilies van Aken hoopte Lodewijk een volwaardig alternatief te bieden voor mannelijke en vrouwelijke religieuzen die niet volgens de Regel van Benedictus wensten te leven.
36 canons, bepalingen die de kracht van wet hadden, werden uitgevaardigd.
Monastieke dogma's waarover een beslissing werd geformuleerd:
- Meer nadruk op gebed en theologische ijver.[1]
- Herinterpretatie van de regel van de Benedictus van Nursia, de stichter van de benedictijnse kloosterorde.

Verdere afspraken waren o.a.:
- De kerkvaders legden er de Institutio canonicorum vast, de regels voor het gemeenschappelijke leven als kanunnik, geïnspireerd op de voorschriften die Chrodegang aan de clerus van Metz had opgelegd.[2]

Dit paste in Lodewijks bredere politiek om eenheid te creëren in zijn rijk.